# Lovász Pál
Lovász Pál (Bácsföldvár, 1896. május 28. – Pécs, 1975. november 16.) költő.

## Élete
Lovász Pál 1896. május 28-án született Bácsföldváron. 1923-ban szerzett jogi doktorátust a szegedi tudományegyetemen. 1922-1928 között a Népjóléti Minisztérium tisztviselője volt Budapesten, 1928-tól 1951-ig pedig Pécsen az Országos Társadalombiztosító Intézet (OTI) igazgatója volt.
1922-ben jelent meg első verseskötete. Lírája inkább a kor konzervatív költészetével tartott rokonságot, de sokat tett a kortárs irodalom haladó törekvéseinek ápolásáért, valamint Pécs irodalmi életének fellendítéséért is.
1941-től 1942-ig a Sorsunk társszerkesztője, 1931-től 1944-ig pedig a Janus Pannonius Társaság alapító tagja, titkára, majd főtitkára volt. Segítette a Sorsunk című folyóirat kiadását és a Pécsen élő Várkonyi Nándor, Csorba Győző és Weöres Sándor művészi kibontakozását is.
Költő is volt, kit egyik korai kötete kapcsán Kosztolányi Dezső  "finom, rezzenékeny léleknek" -ként jellemzett.
A második világháború után az irodalmi élettel való kapcsolatai meglazultak. A diktatúra éveiben keserves körülmények közt élt. Állásából kitették, nyugdíjat nem kapott, biztosítási ügynökként kereste kenyerét. Senki sem tudta, hogy 1956 őszén versciklust írt a forradalomról. Titkolózásának okait maga világítja meg egy most előkerült feljegyzésében, melyet a költő fia 2006 nyarán egy szekrény mélyén talált meg véletlenül...:
Verseimet titokban, félelmek között írtam. Senkinek, sem ismerősnek, sem jóbarátnak, rokonnak meg nem mutattam, nehogy bajba sodorjak valakit. Legtöbbször éjjel, sötétben, tapogatva, kuszán rovom a sorokat. A házban, ahol lakom, az ÁVO megbízottai, besúgói is laknak. Minden csöngetés ijedelmet kelt bennem… A félelem betege lettem.
A Mecseki rapszódia negyvenhat versből álló versciklus, mely jórészt a forradalom pécsi eseményeire utal, de országos, sőt egyetemes összefüggésekkel a hátterükben. Az első vers (Vörös avaron) őszi hangulatkép, az utolsó (Kétség) a reménytelenség és a titkos remény vívódása:
"… Öt torony fölött hallgat a Mecsek, / sötét az erdő, kétség kerüli: / elárult föld elárult fáinak / lesz tavasza, lesznek még rügyei?"
E két hangulat között felvonulnak a tüntetők, feldübörögnek az orosz tankok, diákok és munkások hullanak véresen a földre, a szabadságharcosok a hegyekben bujkálnak, "Budapest már vérpadra vitetett", Magyaróváron géppuskák sortüze arat a daloló felvonulók között, suhancok támadnak benzines palackokkal a harckocsik ellen, végül a lángok, a füst meg a kétségbeesés éjszakába borítja az egész országot.

## Munkái
- A Tisza mentén (versek, Óbecse, 1922)
- A Janus Pannonius Társaság tíz esztendeje, 1931–1941 (Pécs, 1941)
- Vándorút (versek, Pécs, 1942)
- Arckép (válogatott versek, Pécs, 1975)
- Mecseki rapszódia (Pécs, 1956 őszutó, Pro Pannonia Kiadó Alapítvány, Pécs, 2006)